# Adolph Peter Adler
Pour les articles homonymes, voir Adler.
Adolph Peter Adler (né le 29 août 1812 et mort le 5 octobre 1869) est un théologien, écrivain et pasteur danois.

## Biographie
Fils du marchand Niels Adler, Adolph Peter étudie dans une école privée la plus réputée de Copenhague, la Borgerdydskolen (« École de la vertu civique ») dirigée par Michael Nielsen. Dans ses mémoires, Frederik Ludvig Liebenberg indique qu'Adler et Kierkegaard ont été dans la même classe entre 1823 et 1827, et qu'ils étaient assez proches pour se tutoyer,,. Adler étudie ensuite la théologie à l'université de Copenhague. Après un voyage en Allemagne en 1837, et influencé par les cours d'Hans Lassen Martensen à Copenhague, il s'inscrit dans le courant hégélien, dont il est l'un des principaux représentants au sein de la jeune génération danoise vers 1840. Il reçoit une charge de pasteur sur l'île de Bornholm et se marie en 1841.
En 1842, il dit avoir reçu une « vision lumineuse » dans laquelle le Christ lui aurait ordonné de brûler ses écrits hégéliens, annonçant qu'il lui dicterait une nouvelle œuvre - qu'il fait publier en 1843 sous le titre Nogle Prædikener (Quelques sermons). L'évêque Jacob Peter Mynster le suspend de sa charge de pasteur en 1844, et la lui retire définitivement l'année suivante. L'affaire fait une vive impression sur Kierkegaard, qui le mentionne dans de nombreux écrits portant sur le rapport entre religiosité et subjectivité - en particulier Bogen om Adler (Le Livre sur Adler), rédigé vers 1846-1847 et publié de façon posthume.